# Don MacDougall
Don MacDougall é um sonoplasta estadunidense. Venceu o Oscar de melhor mixagem de som na edição de 1978 por Star Wars, ao lado de Ray West, Bob Minkler e Derek Ball.